# Plus (TV-program)
Plus var ett svenskt TV-program och konsumentmagasin som producerades av Sveriges Televisions redaktion i Umeå. Programmet var inriktat mot konsumenträtt och produkttester. Från starten hösten 1987 till våren 2010 var Sverker Olofsson programledare, med undantag när Anne Lundberg hoppade in som vikarie under slutet av våren 2007. Sverker Olofsson är en av de programledare i världen som under längst tid lett ett och samma program: 23 år i rad.

## Historia

### Bakgrund
Programmet handlade om konsumenträtt och varvade reportage, där människor upplevde sig ha blivit lurade av företag, med studiosamtal där representanter för de utpekade företagen ställdes till svars. I programmet förekom även produkttester där faktorer som pris, funktion, innehåll, smak och hållbarhet utvärderades och jämfördes mellan ett antal utvalda produkter av olika märke.

### Sverker Olofssons år
Från 1987 till våren 2010, då Sverker Olofsson ledde programmet, spelades programmen in i en studio i SVT Umeås lokaler samma dag som det sedan skulle sändas.
Den 26 februari 2010 meddelade Sverker Olofsson att han skulle sluta med programmet den våren, vilket gjorde att hans sista program sändes den 20 maj samma år. Två veckor senare, den 3 juni, gjordes ett specialprogram där Olofsson blev intervjuad av Beppe Starbrink om de år han hade arbetat med programmet. Specialprogrammet hette Plus - de 23 första åren. Olofsson fick efter Plus bli programledare för ett intervjustudioprogram kallat Sverker rakt på.

### Senare år
Efter Sverker Olofssons sista Plus i maj 2010 gjordes flera förändringar i programmet. Förutom att byta ut programledaren mot tre nya programledare tog man även bort studion, skapade en ny vinjett och ny musik, ny färg på soptunnan, ny webbsida och förlängde programtiden från 30 till 60 minuter. Det sades före den nya sändningen att programmet skulle bli mer personligt. Den nya vinjettmusiken blev Det var jag med Familjen.
Från hösten 2010 hade programmet ingen fast studio utan spelades in på plats där reportage och andra inslag gjordes, exempelvis i köpcentrum eller hemma hos intervjupersoner. Sedan förändringen brukade avsnitten spelas in långt i förväg, exempelvis under sommartid till höstsäsongen och under vintern till vårsäsongen.
Hösten 2010 tog Charlie Söderberg, Åsa Avdic och Mathias Andersson över programledarskapet för Plus, och programmet gjordes då om helt och hållet. Våren 2013 slutade Charlie Söderberg medan Åsa Avdic och Mathias Andersson fortsatte i tidigare roller. Våren 2015 slutade Åsa Avdic med programmet. Josephine Freje och Karin Adelsköld ersatte Åsa Avdic som programledare. Freje och Adelsköld lämnade programmet efter höstsäsongen 2015. Sanne Olsson tillträdde som ny programledare inför vårsäsongen 2016 och ledde programmet tillsammans med Mathias Andersson. Efter tretton säsonger tackade Mathias Andersson för sig.
Inför 2017 gjordes programmet om till ett kortare, mer magasinfokuserat program med studiosamtal och kortare reportage. Ny för säsongen var Inger Ljung Olsson som tillsammans med Sanne Olsson ledde programmet. Programmet kortades ner från 60 till 30 minuter och flyttade från SVT1 till SVT2. Ny sändningstid blev tisdagar 20:30.
Vårsäsongen 2019 flyttades programmet tillbaka till SVT1 och sändes 22:00 på tisdagar. Hösten 2018 gjorde Sanne Olsson sin sista säsong vilket betyder att Inger Ljung Olsson ensam ledde programmet under 2019. Programmet skulle enligt planen läggas ned efter vårsäsongen 2020.

## Inslag i programmet

### Soptunnan
I slutet av varje Plus-avsnitt (både före och efter programledarbytet) slängdes något som tagits upp i programmet i en soptunna; något som varit negativt uppdagat i programmet och som programledaren/na inte hade fått svar på eller tycker har varit exempelvis dumt. Det kunde vara en produkt eller en symbolisk sak motsvarande företaget. Soptunnans utseende och färg varierade från beige och grön till röd och orange. 
Under de första säsongerna var soptunnan inte lika självklar som den blev på senare år, och syntes sporadiskt. Till viss del berodde detta på att producenterna oroade sig att publiken skulle uppfatta tunnan som fånig, en uppfattning som de senare ändrade.

### "Fråga tusen personer"
Sedan hösten 2010 görs i varje program konsumentjournalistiska undersökningar där programledarna ställer en fråga till tusen slumpvist valda personer. Dessa får var och en svara antingen "ja" eller "nej" till vad de tror stämmer. Efter att alla har svarat sammanställs svaren och den sida som har rätt visas upp och sedan ges en kortare förklaring till varför det är på det sättet. Oftast kan svaret både innehålla ja och nej med fördelar och nackdelar för respektive svar, även om det ena påståendet alltid är rätt. 